# Сандіп Томар
Сандіп Томар (англ. Sandeep Tomar; нар. 2 квітня 1991, село Малакапур, округ Баґпат, штат Уттар-Прадеш) — індійський борець вільного стилю, чемпіон світу серед військовослужбовців, чемпіон Азії, бронзовий призер Азійських ігор, дворазовий чемпіон Співдружності, учасник Олімпійських ігор.

## Життєпис
Боротьбою почав займатися з 2005 року. 
Виступав за борцівський клуб JSW Sports. Тренер — Кулдіп Сінгх.

## Спортивні результати на міжнародних змаганнях

### Виступи на Олімпіадах
| Змагання                    | Збірна | Вагова категорія          | Місце |
| --------------------------- | ------ | ------------------------- | ----- |
| Літні Олімпійські ігри 2016 | Індія  | вільна боротьба, до 57 кг | 15    |

### Виступи на Чемпіонатах світу
| Змагання                        | Збірна | Вагова категорія          | Місце |
| ------------------------------- | ------ | ------------------------- | ----- |
| Чемпіонат світу з боротьби 2017 | Індія  | вільна боротьба, до 57 кг | 7     |
| Чемпіонат світу з боротьби 2018 | Індія  | вільна боротьба, до 57 кг | 10    |

### Виступи на Чемпіонатах Азії
| Змагання                       | Збірна | Вагова категорія          | Місце  |
| ------------------------------ | ------ | ------------------------- | ------ |
| Чемпіонат Азії з боротьби 2016 | Індія  | вільна боротьба, до 57 кг | Золото |
| Чемпіонат Азії з боротьби 2017 | Індія  | вільна боротьба, до 57 кг | 10     |

### Виступи на Азійських іграх
| Змагання                        | Збірна | Вагова категорія          | Місце  |
| ------------------------------- | ------ | ------------------------- | ------ |
| Азійські ігри в приміщенні 2017 | Індія  | вільна боротьба, до 61 кг | Бронза |
| Азійські ігри 2018              | Індія  | вільна боротьба, до 57 кг | 10     |

### Виступи на Кубках світу
| Змагання                    | Збірна | Вагова категорія | Місце |
| --------------------------- | ------ | ---------------- | ----- |
| Кубок світу з боротьби 2018 | Індія  | команда          | 8     |

### Виступи на Чемпіонатах світу серед військовослужбовців
| Змагання                                                  | Збірна | Вагова категорія          | Місце  |
| --------------------------------------------------------- | ------ | ------------------------- | ------ |
| Чемпіонат світу з боротьби серед військовослужбовців 2014 | Індія  | вільна боротьба, до 57 кг | Золото |

### Виступи на Чемпіонатах Співдружності
| Змагання                                | Збірна | Вагова категорія          | Місце  |
| --------------------------------------- | ------ | ------------------------- | ------ |
| Чемпіонат Співдружності з боротьби 2013 | Індія  | вільна боротьба, до 55 кг | Золото |
| Чемпіонат Співдружності з боротьби 2016 | Індія  | вільна боротьба, до 57 кг | Золото |

### Виступи на інших змаганнях
| Змагання                                                         | Збірна | Вагова категорія          | Місце  |
| ---------------------------------------------------------------- | ------ | ------------------------- | ------ |
| Кубок Бразилії з боротьби 2012                                   | Індія  | вільна боротьба, до 55 кг | Золото |
| Міжнародний меморіал Дейва Шульца 2013                           | Індія  | вільна боротьба, до 55 кг | Бронза |
| Міжнародний меморіал Дейва Шульца 2014                           | Індія  | вільна боротьба, до 57 кг | Бронза |
| Кубок Тахті 2015                                                 | Індія  | вільна боротьба, до 57 кг | Бронза |
| Pro Wrestling League 2015                                        | Індія  | команда                   | 4      |
| Олімпійський кваліфікаційний турнір з боротьби 2016 (Улан-Батор) | Індія  | вільна боротьба, до 57 кг | Бронза |
| Гран-прі Іспанії з боротьби 2016                                 | Індія  | вільна боротьба, до 57 кг | Срібло |
| Золотий Гран-прі з боротьби 2016                                 | Індія  | вільна боротьба, до 57 кг | Бронза |
| Pro Wrestling League 2017                                        | Індія  | команда                   | Срібло |
| Турнір Дана Колова — Николи Петрова 2017                         | Індія  | вільна боротьба, до 61 кг | 10     |
| Pro Wrestling League 2018                                        | Індія  | команда                   | 6      |
| Кубок Тахті 2018                                                 | Індія  | вільна боротьба, до 61 кг | 5      |
| Турнір Яшара Догу 2018                                           | Індія  | вільна боротьба, до 61 кг | Срібло |
| Турнір Дмитра Коркіна 2018                                       | Індія  | вільна боротьба, до 61 кг | 7      |
| Pro Wrestling League 2019                                        | Індія  | команда                   | 4      |
| Турнір Дана Колова — Николи Петрова 2019                         | Індія  | вільна боротьба, до 61 кг | Срібло |